# ثلاثاء المحظورات
ثلاثاء المحظورات (بالإنجليزية: Taboo Tuesday)‏، هو أحد المهرجانات التي تقدمها مؤسسة المصارعة الحرة الترفيهية (دبليو دبليو إي). عرض أول حدث عام 2010 .

## الأماكن والمواعيد
| الحدث               | التاريخ           | المدينه                             | المكان            | الحدث الرئيسي |
| ------------------- | ----------------- | ----------------------------------- | ----------------- | --- |
| سوبر تيوزداي        | November 12, 2002 | Fleet Center Verizon Wireless Arena | بوسطن مانشستر     | تربل إتش، كريس جيريكو، جيسون ريسو, and 3-Minute Warning (روزي (مصارع) and إدوارد فاتو) vs. روب فان دام، كين، بوكر تي، بوبا راي دادلي and جيف هاردي in a أنواع مباريات المصارعة لفرق التبادل                 |
| تابو تيوزداي (2004) | October 19, 2004  | ميلواكي (ويسكونسن)                  | مركز برادلي       | راندي أورتن vs. ريك فلير in a Steel Cage match |
| تابو تيوزداي (2005) | November 1, 2005  | San Diego, California               | iPayOne Center    | Ric Flair (c) vs. Triple H in a Steel Cage match for the بطولة دبليو دبليو إي القارات جون سينا (c) vs. كيرت أنغل vs. شون مايكلز in a Triple Threat match for the بطولة العالم للدبليو دبليو إي للوزن الثقيل |
| سايبر سانداي (2006) | November 5, 2006  | سينسيناتي (أوهايو)                  | U.S. Bank Arena   | King Booker (c) vs. WWE Champion John Cena vs. ECW World Champion بيغ شو in a "Champion of Champions" Triple Threat match for the بطولة العالم للوزن الثقيل (دبليو دبليو إي)                                |
| سايبر سانداي (2007) | October 28, 2007  | واشنطن العاصمة                      | Verizon Center    | ديف باتيستا (c) vs. أندرتيكر for the World Heavyweight Championship (with ستون كولد ستيف أوستن as the special guest referee)                                                                                |
| سايبر ساندي (2008)  | October 26, 2008  | فينيكس                              | US Airways Center | Chris Jericho (c) vs. Batista for the World Heavyweight Championship (with Steve Austin as the special guest referee) Had Jericho been disqualified or counted out, he would have lost the title.           |